# SN 2012bc
SN 2012bc – supernowa typu Ia, odkryta 3 lutego 2012 roku w galaktyce A105814-4634. W momencie odkrycia, miała maksymalną jasność 17,8m.